# 이리 팬서스
| 이리 팬서스   |                                                                                                |
| 콘퍼런스      |                                                                                                |
| 디비전        | 이스트 디비전 (1990년~1991년) 웨스트 디비전 (1991년~1993년) 노스 디비전 (1993년~1996년)        |
| 설립연도      | 1988년                                                                                         |
| 해체연도      | 1996년                                                                                         |
| 역사          | 이리 팬서스 (1988년~1996년) 배턴루지 킹피쉬 (1996년~2003년) 빅토리아 새먼 킹스 (2004년~2011년) |
| 경기장        | 이리 시빅 센터                                                                                 |
| 연고지        | 펜실베이니아주 이리                                                                            |
| 상징색        | 검정, 회색, 하양                                                                               |
| 구단주        |                                                                                                |
| 단장          |                                                                                                |
| 감독          |                                                                                                |
| NHL 제휴      |                                                                                                |
| AHL 제휴      |                                                                                                |
| 정규시즌 우승 |                                                                                                |
| 콘퍼런스 우승 |                                                                                                |
| 디비전 우승   |                                                                                                |
| 켈리 컵       |                                                                                                |
| 영구 결번     |                                                                                                |

이리 팬서스(Erie Panthers)는 미국 펜실베이니아주 이리를 연고지로 하는 1988년부터 1996년까지 ECHL 소속되었던 아이스 하키팀이다.
1996년 연고지를 루이지애나주 배턴루지 (배턴루지 킹피쉬)로 이전했다.

## 역대 홈경기장
| 경기장         | 사용기간      | 수용인원 | 장소                | 비고 |
| -------------- | ------------- | -------- | ------------------- | ---- |
| 이리 팬서스    |               |          |                     |      |
| 이리 시빅 센터 | 1988년~1996년 | 6,833명  | 펜실베이니아주 이리 | 빈칸 |